# ماريا أميرة اليونان والدنمارك
ماريا أميرة اليونان والدنمارك (3 مارس 1876 - 14 ديسمبر 1940) الإبنه الثانية لجورج الأول ملك اليونان وزوجته أولغا كونستانتينوفنا دوقة روسيا.